# Zeppo Marx
Herbert Manfred (Zeppo) Marx (New York, 25 februari 1901 – Palm Springs (Californië), 30 november 1979), was een Amerikaans acteur en ondernemer. Hij was een onderdeel van The Marx Brothers.

## Carrière als vierde van de Marx Brothers
Herbert was de jongste van de vijf gebroeders Marx. Als jongetje was hij vaak betrokken in gevechten, die hij, in tegenstelling tot Harpo en Groucho, doorgaans placht te winnen.
Terwijl zijn vier oudere broers door de Verenigde Staten trokken met hun vaudeville-act, werkte Herbert in een garage als automonteur. In 1917 ging Gummo, die in de act de rol speelde van romantische jongeling en aangever, in dienst. Minnie Marx bepaalde vervolgens dat Herbert Gummo's plaats moest overnemen; zij wilde namelijk de naam The Four Marx Brothers in stand houden.
De vier andere broers hadden al artiestennamen, en ook voor Herbert moest een naam worden gezocht. Niet helemaal duidelijk is hoe men op de naam Zeppo kwam. Een voor de hand liggende verklaring werd in later jaren gegeven door Groucho, die beweerde dat Zeppo genoemd was naar de zeppelin. Andere bronnen beweerden dat Harpo, Groucho en Chico Herbert wilden vernoemen naar Zippo, een chimpansee uit een vaudeville-act. Begrijpelijkerwijs zag Herbert daar niets in, en zo werd Zippo veranderd in Zeppo.
Vijftien jaar lang stelde Zeppo zich tevreden met een bescheiden rol als vierde en enige 'normale' Marx Brother. Hij had graag komiek willen worden, maar binnen de act was geen ruimte meer voor een vierde grappenmaker. Volgens Groucho en Harpo was Zeppo in het dagelijkse leven echter de grappigste van het stel. Af en toe kreeg hij ook de kans zijn komische talent te tonen. Toen de broers midden jaren twintig een show hadden op Broadway, kreeg Groucho op een dag een blindedarmontsteking. Zeppo nam zijn rol over, zonder dat het publiek dat merkte!
Zeppo speelde mee in de eerste vijf films van de Marx Brothers, maar in 1933 had hij genoeg van zijn bescheiden rol in de act en stapte hij op. Duck Soup is de laatste film waarin hij te zien is. Opvallend genoeg is er in de films die Groucho, Harpo en Chico als trio maakten, altijd wel een Zeppo-achtige figuur geweest. Misschien toont dit aan dat Zeppo belangrijker voor de Marx Brothers is geweest dan vaak wordt gedacht.

## Na zijn vertrek als lid van de Marx Brothers
Zeppo heeft veel ambachten gehad. Hij was een begaafd automonteur; als puber was hij al degene die de auto van de familie Marx aan de praat hield. Verder was Zeppo de houder van verschillende patenten, bijvoorbeeld van het patent op een horloge dat afgaat op het moment dat de drager een hartaanval heeft. Tijdens de Tweede Wereldoorlog was Zeppo eigenaar van Marman Products Co in Inglewood (Californië), een fabriek die onderdelen maakte voor de oorlogsindustrie. Dit bedrijf heeft onder andere de "Marman clamp" vervaardigd, een klem die de Little Boy in het ruim van de Enola Gay hield, maar na de oorlog ook de Marman Twin, een lichte motorfiets.
Verder heeft Zeppo gewerkt als grapefruit-teler en is hij visser geweest. Ook heeft hij samen met Gummo een theateragentschap gerund. Klanten van deze firma waren beroemdheden als Glenn Ford, Lucille Ball en Lana Turner.

## Privéleven
Op 12 april 1927 trouwde Zeppo met Marion Benda. In 1944 adopteerden ze Timothy. Zeppo en Marion scheidden op 12 mei 1954. In 1959 hertrouwde Zeppo met Barbara Blakely. Dit huwelijk resulteerde in 1973 in een scheiding. Barbara hertrouwde met Frank Sinatra.
Net als zijn oudste broer Chico stond Zeppo bekend als verwoed gokker en vrouwenversierder.
Tijdens de laatste maanden van Groucho's leven werd een verwoede strijd uitgevochten over de vraag wie zou mogen optreden als bewindvoerder van de oude komiek, die lichamelijk ziek was en aan dementie leed. De strijd ging tussen Erin Fleming, een actrice die als levensgezellin annex manager van Groucho fungeerde, en Groucho's zoon Arthur, die beweerde dat Fleming alleen maar uit was op het geld van zijn vader. Zeppo, op Groucho na de laatste van de Marx Brothers, raakte in deze strijd betrokken en koos partij voor Fleming.
Zeppo overleed op 30 november 1979 in Palm Springs aan longkanker en is gecremeerd. Zijn as is over zee uitgestrooid.

## Films
Zeppo is te zien in de volgende films van de Marx Brothers:
| film                         | jaar | rol             |
| ---------------------------- | ---- | --------------- |
| Humor Risk                   | 1921 | (?)             |
| A Kiss in the Dark           | 1925 | (Guest)         |
| The Cocoanuts                | 1929 | Jamison         |
| Animal Crackers              | 1930 | Horatio Jamison |
| Monkey Business              | 1931 | A Stowaway      |
| The House That Shadows Built | 1931 |                 |
| Horse Feathers               | 1932 | Frank Wagstaff  |
| Duck Soup                    | 1933 | Bob Roland      |